# MENoMiNi
MENoMiNi (Menomini) – nieistniejący polski zespół reggae, powstał w 2002 roku w Kielcach.
Zespół wykonywał autorskie utwory oparte na rytmach reggae z elementami wielu stylów muzycznych. Byli laureatami Studenckiego Festiwalu Piosenki w Krakowie.
Na pytanie: co to jest MENoMiNi? zespół odpowiadał: maximum ludzkich emocji przy użyciu minimalnej ilości dźwięków.
W 2007 roku ukazała się debiutancka płyta długogrająca zespołu pt. Z pierwszego tłoczenia. Zawiera trzynaście autorskich utworów. W nagraniu płyty gościnnie wzięli udział m.in. Włodek Kiniorski (Izrael), Kuba Kawalec (Happysad) i Marek Tercz. Na płycie śpiewał Michał "Misza" Zapała.
W maju 2009 wydali singel z piosenkami "Nałóg" i "Afera" promujący nowe głosy zespołu. Zespół wykorzystywał w swojej pracy studyjnej i scenicznej elektronikę (m.in. iPhone) oraz instrumenty: gitarę, djembe, perkusję, trąbkę, saxofon, bas oraz trzy głosy. W 2010 roku zespół zakończył działalność.

## Członkowie MENoMiNi w latach 2002- 2010
- Magdalena "Malina" Malinowska - wokal
- Katarzyna "Trąbka" Mazurkiewicz - trąbka
- Piotr "Funek" Fuczyk - perkusja
- Michał "Misza" Zapała - wokal, gitara
- Beniamin "Kajtek" Strzelczyk - syntezator
- Roland "LaDY" Langer - gitary
- Sławomir "Kolka" Błach - bas
- Piotr "Stiff" Stefański - krzyki i energia
- Rafał "Rafcox" Gęborek - trąbka
- Grzegorz "Dege" Degejda - programowanie, instrumenty perkusyjne
- Iza "Iza" Gubała - wokal
- Piotr "Maniak" Mańka - wokal, gitara
- Karol "Kaczka" Kaczmarski - perkusja